# Ian Shive
Ian Shive (né en 1978) est un photographe américain de paysages.

## Récompenses
- 2011 : prix Ansel-Adams.

## Sources
- (en) Cet article est partiellement ou en totalité issu de l’article de Wikipédia en anglais intitulé « Ian Shive » (voir la liste des auteurs).